# PBF Energy
PBF Energía (NYSE: PBF: PBF) es una empresa de refino de petróleo y que, a su vez, es proveedora de combustibles para transporte, aceites y lubricantes. Fue fundada en 2008 y tiene sede en Parsippany (Nueva Jersey). Las cuatro refinerías de la compañía incluyen una en Chalmette (Luisiana), Toledo (Ohio), puerto de Paulsboro en Gibbstown (Nueva Jersey), y la refinería de Ciudad de Delaware, en Delaware. Produce una gama de productos que incluyen gasolina, ultra-diésel de azufre bajo (ULSD), aceites, combustibles de jet, lubricantes, productos petroquímicos y asfalto.

## Historia
PBF se fundó en 2008 como joint venture por Petroplus Holdings y las compañías de capital riesgo (equity) privadas Blackstone Group y First Reserve, aportando cada una $667 millones de sus fondos de inversión (equity). En septiembre de 2010 Petroplus anunció planes para vender su 32.62% de participación a sus socios por $91 millones. A su vez, PBF Energy adquirió la refinería de Valero Energy en Paulsboro. Además, PBF adquirió la refinería de Sunoco en Toledo (Ohio, en diciembre de 2010, por $400 millones de dólares aproximadamente. PBF Energy, en diciembre de 2012, hizo pública una oferta inicial de $533 millones de dólares. En 2015, PBF Energy adquirió la planta de Chalmatte, una refinería de Luisiana.
En julio de 2016, PBF adquirió la refinería ExxonMobil de 155.000 BPD en Torrance, California, por 537,5 millones de dólares. La adquisición incluyó intereses de propiedad en varias tuberías de recolección y transporte de crudo, tuberías de productos, terminales de productos e instalaciones de almacenamiento de crudo y productos, y aumentó la capacidad de rendimiento total de PBF a aproximadamente 900.000 barriles por día, lo que la convierte en la cuarta refinería independiente más grande de América del Norte.
Las refinerías de PBF en Paulsboro (NJ) y Delaware (DE) han sido citadas por ambientalistas para procesar petróleo crudo de la cuenca del río Amazonas en América del Sur. En 2015, las refinerías de la ciudad de Delaware y Paulsboro estaban procesando más de 3.300 y 2.666 barriles por día de crudo originario del Amazonas, respectivamente.La empresa tenía 3.165 empleados en 2017 con ingresos anuales de 21.787 millones de dólares.
En junio de 2019, PBF acordó comprar la refinería de petróleo de Shell Martinez, California.[15]La venta se finalizó el 1 de febrero de 2020.